# Arta (unità periferica)
L'unità periferica dell'Arta (in greco Περιφερειακή ενότητα Άρτας?) è una delle quattro unità periferiche in cui è divisa la periferia dell'Epiro. Il suo capoluogo è la città omonima.
Confina ad ovest con la prefettura di Prevesa, a nordovest con quella di Giannina, a nordest con quella di Trikala, ad est con quella di Karditsa e a sud con quella dell'Etolia-Acarnania.

## Prefettura
Arta era una prefettura della Grecia, abolita a partire dal 1º gennaio 2011 a seguito dell'entrata in vigore della riforma amministrativa detta Programma Callicrate
La riforma amministrativa ha anche modificato la struttura dei comuni che ora si presenta come nella seguente tabella:
| Nuovo comune         | Vecchio comune       | Sede          |
| -------------------- | -------------------- | ------------- |
| Arta                 | Arta                 | Arta          |
| Arta                 | Amvrakikos           | Arta          |
| Arta                 | Vlacherna            | Arta          |
| Arta                 | Xirovouni            | Arta          |
| Arta                 | Filothei             | Arta          |
| Kentrika Tzoumerka   | Athamania            | Vourgareli    |
| Kentrika Tzoumerka   | Agnanta              | Vourgareli    |
| Kentrika Tzoumerka   | Theodoriana          | Vourgareli    |
| Kentrika Tzoumerka   | Melissourgoi         | Vourgareli    |
| Georgios Karaïskakis | Georgios Karaïskakis | Ano Kalentini |
| Georgios Karaïskakis | Irakleia             | Ano Kalentini |
| Georgios Karaïskakis | Tetrafylia           | Ano Kalentini |
| Nikolaos Skoufas     | Peta                 | Peta          |
| Nikolaos Skoufas     | Arachthos            | Peta          |
| Nikolaos Skoufas     | Kommeno              | Peta          |
| Nikolaos Skoufas     | Kompoti              | Peta          |

## Precedente suddivisione amministrativa
Dal 1997, con l'attuazione della riforma Kapodistrias, la prefettura di Arta era suddivisa in tredici comuni e tre comunità.
| comune               | codice YPES | capoluogo (se diverso) | codice postale | prefisso telefonico (+30) |
| -------------------- | ----------- | ---------------------- | -------------- | ------------------------- |
| Agnanta              | 0601        |                        | 470 43         | 26850-3                   |
| Amvrakikos           | 0603        | Aneza                  | 471 00         | 26810-4                   |
| Arachthos            | 0604        | Neochori               | 470 41         | 26810-8                   |
| Arta                 | 0605        |                        | 471 00         | 26810                     |
| Athamania            | 0602        | Vourgareli             | 470 45         | 26850-2                   |
| Filothei             | 0616        | Chalkiades             | 470 42         | 26810                     |
| Georgios Karaïskakis | 0607        | Diasello               | 470 48         | 26810-67                  |
| Irakleia             | 0608        | Ano Kalentini          | 470 44         | 26810-68                  |
| Kompoti              | 0611        |                        | 470 40         | 26810-65                  |
| Peta                 | 0614        |                        | 472 00         | 26810-8                   |
| Tetrafylia           | 0615        | Astrochori             | 470 47         | 26850                     |
| Vlacherna            | 0606        | Grammenitsa            | 471 00         | 26810-85                  |
| Xirovouni            | 0613        | Ammotopos              | 482 00         | 26830-81                  |
| comunità             | codice YPES | capoluogo (se diverso) | codice postale | Prefisso telefonico (+30) |
| Kommeno              | 0610        |                        | 471 00         | 26830-69                  |
| Melissourgoi         | 0612        |                        | 471 00         | 26830-26                  |
| Theodoriana          | 0609        |                        | 470 45         | 26850-22                  |